# Ловасса, Эдвард
Эдвард Нгойя Ловасса (суахили Edward Ngoyai Lowassa; 26 августа 1953, Аруша — 10 февраля 2024, Танзания) — танзанийский политический и государственный деятель, премьер-министр Танзании (30 декабря 2005 — 9 февраля 2008).

## Биография
Изучал театральное искусство в Университете Дар-эс-Салама. Продолжил обучение в Университете Бата в Великобритании. Получил степень магистра социальной политики.
Член революционной партии Чама Ча Мапиндузи. Участник Угандийско-танзанийской войны (1978—1979). Пришёл в политику в 1980-х годах. Являлся близким другом и союзником президента Д. Киквете.
Начиная с конца 1980-х годов, занимал ряд ответственных должностей:
- В 1988—2000 годах — государственный министр, занимал пост вице-президента Танзании.
- В 1990—1993 годах — Государственный министр в правительстве премьер-министра.
- В 1993—1995 годах — министр землеустройства и населения.
- В 2000—2005 годах — министр водных ресурсов и животноводства[4][5][6].

30 декабря 2005 — 9 февраля 2008 — глава правительства Танзании.
С 1990 по 2015 год — депутат Национального собрания Танзании.
В феврале 2008 года Э. Ловасса подал в отставку после того, как парламентская комиссия обвинила его в коррупции в отношении сделки с одной из американских энергетических компаний. Стал первым премьер-министром Танзании, вынужденным уйти в отставку из-за скандала со взяточничеством.
На президентских выборах в Танзании в октябре 2015 года, вышел из партии Чама Ча Мапиндузи и баллотировался в качестве кандидата от оппозиции, шёл на выборы под лозунгами борьбы с коррупцией, но потерпел поражение кандидату Джону Магуфули.
Умер 10 февраля 2024 года после продолжительной болезни в кардиологическом институте Джакайи Киквете (JKCI) в Дар-эс-Саламе, в возрасте 70 лет. Вице-президент Филип Мпанго объявил о смерти Ловассы в прямом эфире национального телевидения.